# Dakhla-Oued Ed-Dahab
Dakhla-Oued Ed-Dahab (arabisk: الداخلة - وادي الذهب , ddakhla wādi ddahab; berbisk: ⴷⴷⴰⵅⵍⴰ ⴰⵙⵉⴼ ⵏ ⵡⵓⵕⵖ : ddakhla asif n wuṙġ ) er en af Marokkos tolv regioner. Før september 2015 var den kendt som Oued Ed-Dahab-Lagouira (arabisk: وادي الذهب لكويرة ). Den er beliggende i det omstridte territorium Vestsahara, der af Marokko betragtes som landets sydlige del. Polisario og andre uafhængighedssøgende vestsaharanerne anser dette for at være en del af Saharawiske Arabiske Demokratiske Republik. De Forenede Nationer og de fleste lande anerkender hverken den marokkanske suverænitet over området eller den selverklærede Sahrawi-republik.
Regionen dækker et område på 50.880 km² og havde ifølge folketællingen i 2014 en befolkning på 142.955 mennesker. Hovedstaden er den kystnære by Dakhla, tidligere kendt som Villa Cisneros.
Regionen omfatter to provinser:
- Aousserd (provins)
- Oued Ed-Dahab (provins)